# Helmut Kilpper
Helmut Kilpper (* 1919; † 1996) war ein deutscher Manager der Zuckerindustrie.

## Leben
Nach dem Zweiten Weltkrieg studierte Helmut Kilpper Landwirtschaft an der Landwirtschaftlichen Hochschule Hohenheim. 1946 gehörte er in Hohenheim zu den Gründern der Studentenverbindung  Der Zirkel, der 1947 die Tradition des Corps Germania Hohenheim übernahm, womit Kilpper Mitglied des 1951 offiziell wiedererstandenen Corps Germania wurde. 1953 wurde er in Hohenheim zum Dr. agr. promoviert. Nach dem Studium ging er in die Zuckerindustrie, wo er zum Vorstandsmitglied der Süddeutsche-Zucker-AG aufstieg und zuletzt Vorstandssprecher war. In seine Amtszeit fiel die Standortrestrukturierung des Konzerns Anfang der 1970er Jahre, die den Neubau der Zuckerfabrik Offenau und den Ausbau der Zuckerfabrik Waghäusel sowie die Schließung der Zuckerfabriken in Heilbronn, Stuttgart und Züttlingen umfasste.
1970 entwickelte Kilpper mit einem Arbeitsstab ein Konzept zur Produktivitätssteigerung bei der Ernte im Rübenanbau, das insbesondere auf dem Einsatz eines damals nur als Prototyp existierenden 6-reihigen selbstfahrenden Bunkerköpfroders basierte. 6-reihige Zuckerrübenvollernter sind heute Stand der Technik. 1973 gehörte er in Mannheim zu den Gründungsmitgliedern des Kuratoriums zur Förderung des Zuckerrübenanbaues in Süddeutschland.

## Schriften
- Die Getreidewirtschaft in Südwestdeutschland – Untersuchungen über Erzeugung, Verbrauch und aktuelle Probleme der Vermarktung, Diss. Hohenheim 1952

## Auszeichnungen
- Ernennung zum Ehrensenator der Universität Hohenheim